# Аббе, Луи Жан Николя
Луи Жан Николя Аббе (фр. Louis Jean Nicolas Abbé; 28 августа 1764, Трепай — 9 апреля 1834, Шалон-ан-Шампань) — французский военный деятель, дивизионный генерал (1811 год), барон (1810 год), участник революционных и наполеоновских войн. Имя генерала выбито на Триумфальной арке в Париже.

## Биография
Родился в семье винодела Николя Аббе (фр. Nicolas Abbé) и Жанны Сержан (фр. Jeanne Sergent). Начал службу 14 апреля 1784 года в пехотном полку Барруа (с 1 января 1791 года – 91-й пехотный полк). К началу революционных войн дослужился до старшего сержанта и сражался в рядах Альпийской армии. В 1793 году был переведён в Итальянскую армию. Отличился 3 декабря 1793 года в деле при Лимоне, где получил пулевое ранение. 20 мая 1794 года стал помощником полковника штаба Жардена. 12 июля 1794 года отличился при взятии поста у Лимона. 3 апреля 1796 года был произведён в лейтенанты и стал помощником полковника штаба Франсуа Ланюсса. С 12 июня того же года он служил под командованием Дальманя при осаде Мантуи. 10 июля 1796 года был зачислен в дивизию генерала Серюрье. Проявил себя 7 августа при переправе через Минчо и 24 августа при взятии Говерноло. 12 сентября при Кастелларо был ранен картечью.
5 декабря 1798 года предложил генералу Жуберу способ захвата города Новара в Пьемонте. Аббе с несколькими гренадерами, спрятанными в двух повозках, подъехал к воротам города и представился главнокомандующему посланником короля. После этого, во главе гренадер, он устремился к посту стражи, ворвался в караульное помещение, и захватил оружие, поставленное в козлы, а также пленил 25 человек, после чего войска генерала Виктора, шедшие за ним, без сопротивления заняли город и заставили сложить оружие гарнизон в 1200 человек.
13 декабря 1798 года был произведён в капитаны 8-го драгунского полка. В награду за успешное выполнение задания Аббе был направлен в Париж к Директории с захваченными знамёнами. 22 января 1799 года был произведён в командиры эскадрона, а также получил почётные саблю и пистолеты. Вернувшись в армию, 29 августа 1799 года стал адъютантом генерала Леклерка сначала в Рейнской армии, потом в Южной. В 1801 года отправился с генералом на Сан-Доминго. 21 мая 1802 году был произведён в полковники. 2 ноября 1802 года генерал Леклерк умер от жёлтой лихорадки.
Вернувшись во Францию, Аббе был подтверждён в своём новом звании, и 24 марта 1803 года поставлен во главе 23-го полка лёгкой пехоты на Корсике. В кампании 1805 года его 23-й полк входил в состав пехотной дивизии Вердье Итальянской армии маршала Массена. С 1806 года действовал в составе Неаполитанской армии. Отличился в сражении 4 июля 1806 года при Сант-Эуфемии в Калабрии, где прикрывал отступление армии. Император Наполеон 1 марта 1807 года наградил его за храбрость и военные таланты и присвоил звание бригадного генерала. 27 марта Аббе разбил англо-сицилийские силы при Милето. 31 мая занял Реджо, после чего участвовал в осаде форта Сцилла.
С 17 февраля 1809 года командовал 2-й бригадой 3-й пехотной дивизии генерала Пакто Итальянской армии. Аббе отличился в сражениях 28 апреля при Кальдьеро, 8 мая при Пьяве, 11 мая при Вилланове, 12 мая при Озопо и 11 июня на мосту Карако. Сражался при Раабе и Ваграме. 15 августа 1809 года получил дотацию в 4000 франков ежегодной ренты с департамента Рим.
3 января 1810 года был переведён в 3-й армейский корпус Армии Испании под команду генерала Сюше. С 10 апреля командовал 1-й бригадой 3-й пехотной дивизии Арагонской армии (бывший 3-й корпус). Участвовал в захвате 13 мая Лериды. 8 июля у Тивисии во главе 1800 человек он полностью разбил 3000 испанцев под командованием О'Доннелла. В декабре участвовал во взятии Тортосы, и 28 декабря был назначен комендантом города. 26 января 1811 года в составе дивизии Абера участвовал в битве при Чеке. 25 июня 1811 года одержал победу при Брухе, а 28 июня принял участие в финальном штурме Таррагоны. 24 июля атаковал испанские войска, удерживающие Монсеррат, и одержал победу.
31 июля 1811 года был произведён в дивизионные генералы. C января 1812 года командовал пехотной дивизией в Наварре под началом генерала Рея. С 17 декабря 1812 года был губернатором Памплоны. 22 августа 1812 года он убил более 800 человек в бою против Мины, и почти год сражался с этим лидером, в результате чего сам понёс значительные потери. 17 декабря он снова победил Мину, на этот раз при Карраскале. В 1813 году он был поставлен под командование генерала Клозеля, и 13 мая того же года он снова сражался и победил Мину, на этот раз при Исабе.
Вернулся во Францию после битвы при Витории. 16 июля 1813 года возглавил 3-ю пехотную дивизию Центра Пиренейской армии. 31 августа отступил к Урдаксу. 10 ноября – к Эспелетту. 9-10 декабря сражался при Ниве. 13 декабря проявил чудеса доблести при Сен-Пьере-д’Ирюбе. С 5 января 1814 года действовал в составе правого крыла генерала Рея Пиренейской армии. С 17 января по 14апреля 1814 года героически оборонял Байонну вместе с губернатором города генералом Тувено и генералом Мокомблем, уничтожив до 3000 англичан.
После отречения Императора, Аббе был назначен 15 января 1815 года новым правительством командующим 2-го подразделения (департаменты Нижние Альпы и Вар) 8-го военного округа в Тулоне.
Во время «Ста дней» присоединился к Наполеону, и получил приказ возглавить с 15 апреля 18-ю пехотную дивизию Армии Юры генерала Лекурба в Бельфоре. 27 июня у Данмари, с дивизией в 2600 человек, он оттеснил австрийцев на всех пунктах; но понимая малочисленность своего отряда, Аббе начал умело отступать к Бельфору, и постоянно держа австрийцев под контролем, защищал каждую позицию, каждое дефиле и выводя из строя большое количество врагов. 29 июня он снова сражался при Фуссемане.
Генерал Аббе со 2 сентября 1815 года оставался без служебного назначения. 1 января 1816 года был уволен из армии. Вернувшись к гражданской жизни, он перебрался в Шалон-сюр-Марну, где жил на свою скромную пенсию. С августа 1830 года командовал Национальной гвардией Шалона, но из-за проблем со здоровьем был вынужден сдать пост. 7 февраля 1831 года был определён в резерв, и 1 мая 1832 года окончательно вышел в отставку.

## Воинские звания
- Солдат (14 апреля 1784 года);
- Сержант (1 февраля 1789 года);
- Старший сержант (29 апреля 1792 года);
- Младший лейтенант (18 сентября 1793 года);
- Лейтенант (3 апреля 1796 года);
- Капитан (13 декабря 1798 года);
- Командир эскадрона (22 января 1799 года);
- Полковник (21 мая 1802 году, утверждён 24 марта 1803 года);
- Бригадный генерал (1 марта 1807 года);
- Дивизионный генерал (31 июля 1811 года).

## Титулы

Герб барона

- Барон Аббе и Империи (фр. baron Abbé et de l'Empire; декрет от 15 августа 1809 года, патент подтверждён 30 октября 1810 года в Фонтенбло)[3][4].

## Награды
- Почётная сабля и пистолет (22 января 1799 года)

 Легионер ордена Почётного легиона (11 декабря 1803 года)
 Офицер ордена Почётного легиона (14 июня 1804 года)
 Командор королевского ордена Обеих Сицилий (19 мая 1808 года)
 Коммандан ордена Почётного легиона (23 октября 1808 года)
 Кавалер военного ордена Святого Людовика (19 июля 1814 года)